# 政党制度主义
政党制度主义是一种研究路径，认为政党具有一定的适应能力，但同时也认为政党是其自身制度历史的“囚徒”。一个政党在成立之初所持有的意识形态，在很大程度上会持续存在，即便社会条件和政党的社会基础已经发生了变化。持这种观点的学者认为，政党的历史决定了其如何应对当代挑战。
左右翼的划分仍然是理解政党政策立场的核心，但这些理论的重点在于，将政党当前的信念和价值观与其创立时的信念和价值观进行比较。在分析一个政党的意识形态取向时，必须从该政党的起源入手。